# Stefan Bajic
Stefan Bajic (Saint-Étienne, 23 de diciembre de 2001) es un futbolista francés. Juega de portero y su equipo es el R. C. Estrasburgo de la Ligue 1 de Francia.

## Trayectoria
Entró a las inferiores del A. S. Saint-Étienne, club de su ciudad natal, a los seis años de edad. Fue promovido al primer equipo a los 18 años. Debutó en la Ligue 1 el 25 de septiembre de 2019 ante el F. C. Metz, lo que le convirtió en el jugador más joven en disputar un encuentro con el club en la Ligue 1.
El 4 de febrero de 2022 fichó por el Pau F. C. A comienzos de la temporada 2022-23 firmó por tres años con el Bristol City F. C. inglés. A mediados del primero regresó a Francia para jugar cedido en el Valenciennes F. C. Posteriormente volvió a Inglaterra, donde permaneció hasta la expiración de su contrato a mediados de 2025. En agosto de ese año se unió al R. C. Estrasburgo por una campaña.

## Selección nacional
Fue internacional en categorías inferiores por Francia. Formó parte de los planteles que disputaron la Copa Mundial de Fútbol Sub-17 de 2017, el Campeonato Europeo de la UEFA Sub-19 2019 y los Juegos Olímpicos de Tokio 2020.

## Clubes
| Club                        | País       | Año       |
| --------------------------- | ---------- | --------- |
| A. S. Saint-Étienne         | Francia    | 2019-2022 |
| Pau F. C.                   | Francia    | 2022      |
| Bristol City F. C.          | Inglaterra | 2022-2025 |
| Valenciennes F. C. (cedido) | Francia    | 2023      |
| R. C. Estrasburgo           | Francia    | 2025-     |

## Vida personal
Nacido en Francia, es descendiente serbio.